# Ширли, Роберт, 13-й граф Феррерс
Роберт Вашингтон Ширли, 13-й граф Феррерс (англ. Robert Washington Shirley, 13th Earl Ferrers; 8 июня 1929 — 13 ноября 2012) — британский консервативный политик и член Палаты лордов. Он носил титул учтивости — виконт Тамуорт с 1937 по 1954 год.

## Молодость
Родился 8 июня 1929 года. Единственный сын Роберта Ширли, 12-го графа Феррерса (1894—1954), и его жены Гермионы Джастис (урожденной Морли) (? — 1969). Он получил образование в школе Вест-Даунс, Винчестерском колледже и колледже Магдалины в Кембридже.
11 октября 1954 года после смерти своего отца Роберт Ширли унаследовал титулы 13-го графа Феррерса, 13-го виконта Тамуорта (графство Стаффордшир) и 19-го баронета Ширли из Стонтон-Гарольда. Он занял свое место в Палате лордов 2 февраля 1955 года.

## Военная служба
В ноябре 1948 года Роберт Ширли получил чин второго лейтенанта Колдстримской гвардии , служа в Малайе. Ему был присвоен чин лейтенанта в августе 1950 года.

## Политическая карьера
Лорд Феррерс занимал должности лорда в ожидании (правительственного кнута) в правительствах Гарольда Макмиллана и сэра Алека Дугласа-Хьюма (1962—1964), лорда в ожидании в правительстве Эдварда Хита (1971—1974). С 1974 года он работал парламентским секретарем в Министерстве сельского хозяйства, рыболовства и продовольствия.
Министр сельского хозяйства, рыболовства и продовольствия в правительстве Маргарет Тэтчер (1979—1983), министр внутренних дел Великобритании в правительствах Маргарет Тэтчер и Джона Мейджора (1988—1994), министр по делам бизнеса и торговли (1994—1995) и министр окружающей среды и сельской местности в правительстве Джона Мейджора (1995—1997).
Заместитель председателя Палаты лордов Великобритании с 1979 по 1983 год и с 1988 по 1997 год.
С принятием Акта о Палате лордов 1999 года лорд Феррерс вместе с почти всеми другими потомственными пэрами потерял свое автоматическое право заседать в Палате лордов. Однако он был избран одним из 92 избранных наследственных пэров, которые останутся в Палате лордов до завершения реформы Палаты лордов, заняв первое место в бюллетенях для голосования.
В 1982 году он стал членом Тайного совета Великобритании. Граф Феррерс был вице-президентом Королевского общества Стюартов и великим приором Великого бейливика и монастыря Англии и Уэльса Ордена Святого Лазаря. Он также был стюардом Нориджского собора с 1979 по 2007 год и заместителем лейтенанта графства Норфолк с 1983 года.
В 2004 году лорд Феррерс был переведен в список пенсионеров по достижении обязательного пенсионного возраста в 75 лет.

## Личная жизнь
21 июля 1951 года Роберт Ширли, носивший титул виконта Тамуорта, женился на Аннабель Мэри Карр (1930 — 19 декабря 2019), дочери бригадного генерала Уильяма Гринвуда Карра и Донны Ненеллы Салазар. У супругов было пятеро детей:
- Роберт Уильям Сасвало Ширли, 14-й граф Феррерс (род. 29 декабря 1952), старший сын и преемник отца, по профессии — бухгалтер.
- Леди Анджела Мэри Ширли (род. 16 июня 1954), в 1975 году она вышла замуж за Джонатана Феликса Хью Эллиса, от брака с которым у неё было трое детей.
- Леди Саллиэнн Маргарет Ширли (22 марта 1957 — 6 июля 2011)
- Леди Селина Клэр Ширли (1 июля 1958 — 2 июня 1998), в 1989 году она вышла замуж за Антуана Бертрана Роберта Шеневьера, от брака с которым у неё было трое детей.
- Достопочтенный Эндрю Джон Карр Сьюоллис Ширли (род. 24 июня 1965), в 1992 году женился на Тамаре Халфпенни, от брака с которой у него есть два сына.

Семейная загородная резиденция — Дитчингем-Холл недалеко от деревни Дитчингем, на юге Норфолка. В 1960-х годах лорд Феррерс управлял фермой в Хеденеме, а в 1969 году купил ферму в соседней деревне Мандем.

## Смерть
Лорд Феррерс умер в ноябре 2012 года в возрасте 83 лет. Графством ему наследовал его старший сын Роберт.